# Ingrid Strandberg
Ingrid Elisabeth Strandberg (Boye), född 7 december 1902 i Stockholm, död 2 augusti 1995 på Lidingö , var en svensk målare. 
Hon var gift med Lars Boëthius från 1925 och med Ulf Boye från 1933.
Strandberg medverkade i utställningen Modern svensk konst på Svensk-franska konstgalleriet i Stockholm och i samlingsutställningen på Göteborgs konsthall. Strandberg är representerad vid Göteborgs konstmuseum med oljemålningen Vinter från 1929.

### Fotnoter
1. ↑  Sveriges dödbok 1901–2013
2. ↑  "Vigde" Svenska Dagbladet 16 april 1925
3. ↑  "Vigde" Svenska Dagbladet 7 oktober 1933